# 森特維爾 (內布拉斯加州)
森特維爾（英語：Centerville）是位於美國內布拉斯加州道奇縣的非建制地區。

## 地理
森特維爾所處的海拔為高於海平面399米（即1309英呎），而該地所採用的時區為UTC-6，即北美中部时区（CST）。同時該地設有夏令時間，為UTC-6調快一小時，即UTC-5（CDT）。